# Camí de Rubió
El Camí de Rubió és un camí del terme de Reus (Baix Camp).
Arrenca de la carretera de Cambrils, arran del Mas dels Trossos i del Mas dels Pins, travessa la partida de Rubió fent ziga-zagues i fa cap al camí de la Font del Carbonell. De fet, el travessa, però d'allí en avall en diuen el Camí d'Aigüesverds, i es perd en aquesta urbanització. Transcorre a poca distància de la vora dreta del Barranc de Pedret.